# آناهیت زارداریان
آناهیت هوهانسی زارداریان (ارمنی: Անահիտ Հովհաննեսի Զարդարյան؛ زاده ۳۰ اوت ۱۹۴۵) نقاش اهل ارمنستان است.

## زندگی‌نامه
وی در ۳۰ اوت ۱۹۴۵ در ایروان در به دنیا آمد و از کالج دولتی هنرهای زیبای پانوس ترلمزیان () و انستیتو دولتی هنری و نمایشی ایروان () فارغ‌التحصیل گشت. وی دختر هوهانس زارداریان است.

## آثار
آثار وی در مجموعه نگارخانه ملی ارمنستان نگهداری می‌شود. 